# Campeonato da Europa de Atletismo de 2018 - Lançamento de disco masculino
A prova do lançamento de disco masculino do Campeonato da Europa de Atletismo de 2018 foi disputada entre os dias  7 e 8 de agosto de 2018 no Estádio Olímpico de Berlim em Berlim,  na Alemanha. 

## Recordes
Antes desta competição, os recordes mundiais e do campeonato nesta prova eram os seguintes:
|                       | Nome              | Nacionalidade     | Distância | Local          | Data                |
| --------------------- | ----------------- | ----------------- | --------- | -------------- | ------------------- |
| Recorde mundial       | Jürgen Schult     | Alemanha Oriental | 74m 08cm  | Neubrandenburg | 6 de junho de 1986  |
| Recorde do campeonato | Piotr Małachowski | Polónia           | 68m 87cm  | Barcelona      | 1 de agosto de 2010 |
| Recorde europeu       | Jürgen Schult     | Alemanha Oriental | 74m 08cm  | Neubrandenburg | 6 de junho de 1986  |

## Medalhistas
| Ouro                  | Prata              | Bronze                     |
| Andrius Gudžius (LTU) | Daniel Ståhl (SWE) | Lukas Weisshaidinger (AUT) |

## Cronograma
Todos os horários são locais (UTC+2).
| Data        | Hora  | Evento       |
| ----------- | ----- | ------------ |
| 7 de agosto | 09:40 | Qualificação |
| 8 de agosto | 20:20 | Final        |

## Resultados

### Qualificação
Qualificação: Desempenho de 64.00 m (Q) ou os 12 melhores qualificados (q). 
| Posição | Grupo | Atleta                   | Nacionalidade               | #1    | #2    | #3    | Resultado | Notas |
| ------- | ----- | ------------------------ | --------------------------- | ----- | ----- | ----- | --------- | ----- |
| 1       | A     | Daniel Ståhl             | Suécia                      | 67.07 |       |       | 67.07     | Q     |
| 2       | B     | Simon Pettersson         | Suécia                      | x     | 64.82 |       | 64.82     | Q     |
| 3       | A     | Alin Alexandru Firfirică | Roménia                     | 59.99 | 62.34 | 64.79 | 64.79     | Q     |
| 4       | B     | Andrius Gudžius          | Lituânia                    | 60.49 | x     | 64.30 | 64.30     | Q     |
| 5       | B     | Gerd Kanter              | Estónia                     | 64.18 |       |       | 64.18     | Q     |
| 6       | A     | Mykyta Nesterenko        | Ucrânia                     | 60.62 | 59.55 | 63.34 | 63.34     | q,    |
| 7       | A     | Robert Harting           | Alemanha                    | 62.69 | 63.29 | x     | 63.29     | q     |
| 8       | B     | Viktor Butenko           | Atletas Neutros Autorizados | 60.86 | x     | 62.63 | 62.63     | q     |
| 9       | B     | Lolassonn Djouhan        | França                      | 59.26 | 62.54 | x     | 62.54     | q     |
| 10      | A     | Apostolos Parellis       | Chipre                      | 60.50 | 60.18 | 62.32 | 62.32     | q     |
| 11      | A     | Lukas Weisshaidinger     | Áustria                     | x     | 59.48 | 62.26 | 62.26     | q     |
| 12      | B     | Ola Stunes Isene         | Noruega                     | 58.45 | 62.19 | 58.41 | 62.19     | q     |
| 13      | A     | Martin Kupper            | Estónia                     | 62.03 | 62.13 | x     | 62.13     |       |
| 14      | B     | Robert Urbanek           | Polónia                     | 60.93 | 61.25 | 62.00 | 62.00     |       |
| 15      | A     | Róbert Szikszai          | Hungria                     | 61.66 | 61.82 | x     | 61.82     |       |
| 16      | B     | Guðni Valur Guðnason     | Islândia                    | x     | 61.36 | 57.39 | 61.36     |       |
| 17      | A     | Axel Härstedt            | Suécia                      | 61.19 | x     | 59.38 | 61.19     |       |
| 18      | A     | Hannes Kirchler          | Itália                      | 57.94 | 59.44 | 60.42 | 60.42     |       |
| 19      | A     | Daniel Jasinski          | Alemanha                    | x     | 60.10 | 59.15 | 60.10     |       |
| 20      | B     | Zoltán Kővágó            | Hungria                     | 58.91 | 59.29 | x     | 59.29     |       |
| 21      | A     | Giovanni Faloci          | Itália                      | 57.75 | 57.20 | 59.27 | 59.27     |       |
| 22      | B     | Erik Cadée               | Países Baixos               | 57.97 | x     | x     | 57.97     |       |
| 23      | B     | Nazzareno Di Marco       | Itália                      | 57.49 | 56.87 | 55.86 | 57.49     |       |
| 24      | B     | Lois Maikel Martínez     | Espanha                     | x     | x     | 54.56 | 54.56     |       |
| 25      | B     | Christoph Harting        | Alemanha                    | x     | x     | x     | NM        |       |
| 25      | A     | Piotr Małachowski        | Polónia                     | x     | x     | x     | NM        |       |

### Final
| Posição           | Atleta                   | Nacionalidade               | #1    | #2    | #3    | #4    | #5    | #6    | Resultado | Notas                |
| ----------------- | ------------------------ | --------------------------- | ----- | ----- | ----- | ----- | ----- | ----- | --------- | -------------------- |
| Medalha de ouro   | Andrius Gudžius          | Lituânia                    | 65.75 | 62.89 | 67.19 | 67.66 | x     | 68.46 | 68.46     |                      |
| Medalha de prata  | Daniel Ståhl             | Suécia                      | x     | x     | 64.20 | 68.23 | x     | x     | 68.23     |                      |
| Medalha de bronze | Lukas Weisshaidinger     | Áustria                     | 63.05 | 62.00 | x     | 63.98 | 65.14 | 64.50 | 65.14     |                      |
| 4                 | Simon Pettersson         | Suécia                      | x     | 63.00 | x     | x     | x     | 64.55 | 64.55     |                      |
| 5                 | Gerd Kanter              | Estónia                     | 59.30 | 63.31 | 62.72 | 62.97 | 63.29 | 64.34 | 64.34     |                      |
| 6                 | Robert Harting           | Alemanha                    | 61.09 | 63.45 | x     | 64.33 | 63.38 | 63.38 | 64.33     |                      |
| 7                 | Alin Alexandru Firfirică | Roménia                     | 58.43 | 63.30 | 61.02 | 60.45 | 63.23 | 63.73 | 63.73     |                      |
| 8                 | Apostolos Parellis       | Chipre                      | 63.62 | 61.24 | 60.88 | 61.29 | 62.62 | 60.98 | 63.62     | Recorde da temporada |
| 9                 | Viktor Butenko           | Atletas Neutros Autorizados | 60.11 | 61.42 | 62.24 |       |       |       | 62.24     |                      |
| 10                | Lolassonn Djouhan        | França                      | x     | 56.85 | 61.89 |       |       |       | 61.89     |                      |
| 11                | Ola Stunes Isene         | Noruega                     | x     | 59.41 | 59.56 |       |       |       | 59.56     |                      |
| 12                | Mykyta Nesterenko        | Ucrânia                     | x     | 55.01 | 57.66 |       |       |       | 57.66     |                      |

Legenda
| Recorde mundial       | Recorde mundial (World record)               |                       | Recorde africano                      | Recorde africano (African) |                                           | Q | Classificado por posição (Qualified) |
| Recorde do campeonato | Recorde do campeonato (Championship record)  | Recorde da América    | Recorde da América (Americas)         | q                          | Classificado por melhor tempo (Qualified) |   |                                      |
| Melhor marca do ano   | Melhor marca do ano (World leading)          | Recorde asiático      | Recorde asiático (Asian)              | DNS                        | Não largou (Did not start)                |   |                                      |
| Recorde nacional      | Recorde nacional (National record)           | Recorde europeu       | Recorde europeu (European)            | DNF                        | Não terminou (Did not finish)             |   |                                      |
| Recorde pessoal       | Recorde pessoal do atleta (Personal best)    | Recorde da Oceania    | Recorde da Oceania (Oceania)          | DSQ / DQ                   | Desclassificado (Disqualified)            |   |                                      |
| Recorde da temporada  | Recorde da temporada do atleta (Season best) | Recorde sul-americano | Recorde sul-americano (South America) | NM                         | Sem marca (No mark)                       |   |                                      |